# Labescau
Labescau é uma comuna francesa na região administrativa da Nova Aquitânia, no departamento da Gironda. Estende-se por uma área de 5,8 km². Em 2010 a comuna tinha 124 habitantes (densidade: 21,4 hab./km²).